# Тамблінг-Шоулс (Арканзас)
Тамблінг-Шоулс (англ. Tumbling Shoals) — переписна місцевість (CDP) в США, в окрузі Клеберн штату Арканзас. Населення — 902 особи (2020).

## Географія
Тамблінг-Шоулс розташований за координатами 35°32′50″ пн. ш. 91°58′3″ зх. д. / 35.54722° пн. ш. 91.96750° зх. д. (35.547086, -91.967460).  За даними Бюро перепису населення США в 2010 році переписна місцевість мала площу 25,36 км², з яких 25,33 км² — суходіл та 0,03 км² — водойми.

## Демографія
Згідно з переписом 2010 року, у переписній місцевості мешкало 978 осіб у 438 домогосподарствах у складі 317 родин. Густота населення становила 39 осіб/км².  Було 646 помешкань (25/км²). 
Расовий склад населення:
| - 97,3 % — білих - 0,7 % — чорних або афроамериканців - 0,5 % — корінних американців - 0,5 % — азіатів - 0,1 % — вихідців з тихоокеанських островів |

До двох чи більше рас належало 0,8 %. Іспаномовні складали 1,2 % від усіх жителів.
За віковим діапазоном населення розподілялося таким чином: 15,2 % — особи молодші 18 років, 58,9 % — особи у віці 18—64 років, 25,9 % — особи у віці 65 років та старші. Медіана віку мешканця становила 52,3 року. На 100 осіб жіночої статі у переписній місцевості припадало 103,3 чоловіків;  на 100 жінок у віці від 18 років та старших — 102,2 чоловіків також старших 18 років.
Середній дохід на одне домашнє господарство  становив 81 497 доларів США (медіана — 56 023), а середній дохід на одну сім'ю — 100 917 доларів (медіана — 78 315). Медіана доходів становила 47 578 доларів для чоловіків та 22 708 доларів для жінок. За межею бідності перебувало 6,0 % осіб, у тому числі 12,1 % дітей у віці до 18 років та 3,5 % осіб у віці 65 років та старших.
Цивільне працевлаштоване населення становило 525 осіб. Основні галузі зайнятості: освіта, охорона здоров'я та соціальна допомога — 30,9 %, транспорт — 12,4 %, виробництво — 12,2 %.